# NGC 4829
NGC 4829 est une galaxie elliptique située dans la constellation de la Vierge. Sa vitesse par rapport au fond diffus cosmologique est de 4 219 ± 51 km/s, ce qui correspond à une distance de Hubble de 62,2 ± 4,4 Mpc (∼203 millions d'al). NGC 4829 a été découverte par l'astronome allemand Wilhelm Tempel en 1882.
À ce jour, une mesure non basée sur le décalage vers le rouge (redshift) donne une distance d'environ 81,000 Mpc (∼264 millions d'al). Cette valeur est à l'extérieur des valeurs de la distance de Hubble. Notons cependant que c'est avec la valeur moyenne des mesures indépendantes, lorsqu'elles existent, que la base de données NASA/IPAC calcule le diamètre d'une galaxie et qu'en conséquence le diamètre de NGC 4829 pourrait être d'environ 12,6 kpc (∼41 100 al) si on utilisait la distance de Hubble pour le calculer.